# Саульский, Юрий Сергеевич
Ю́рий Серге́евич Сау́льский (23 октября 1928, Москва — 28 августа 2003, Москва) — советский и российский композитор, дирижёр, автор балетов и мюзиклов, автор песен, музыки к телеспектаклям и кинофильмам. Народный артист РСФСР (1990).

## Биография
Юрий Сергеевич Саульский родился 23 октября 1928 года в Москве в семье юриста Сергея Васильевича Саульского (1889—1961) и Екатерины Юрьевны Саульской (1904—?). Отец был хорошим пианистом, а мать пела в Русском хоре под руководством Свешникова.
В юности играл на фортепиано, аккордеоне и валторне.

### Образование
- 1945—1949 — Музыкальное училище при Московской консерватории[2] по классу валторны[3]
- 1954 — окончил теоретико-композиторский факультет Московской консерватории, учился у И. В. Способина (теория) и С. С. Богатырёва (композиция).

### Карьера
В консерватории Саульский впервые попробовал написать песню «Железная воля народа» на слова В. Фролова (1949, 2-я премия на внутриконсерваторском конкурсе).
В 1954—1955 годах был музыкальным руководителем эстрадного оркестра Дмитрия Покрасса (оркестр «ЦДКЖ»).
В 1955—1957 годах музыкальный руководитель легендарного оркестра Эдди Рознера, одного из лучших и наиболее популярных джазовых оркестров страны.
В 1957 году — руководитель молодёжного биг-бэнда «ЦДРИ» в Москве, в котором начинали такие известные в будущем музыканты, как Георгий Гаранян, Алексей Зубов, Константин Бахолдин, Борис Рычков, Николай Капустин, Игорь Берукштис. Оркестр принял участие в джазовом конкурсе VI Всемирного фестиваля молодёжи и студентов в Москве (1957) и получил серебряную медаль. Сам фестиваль закрывался песней Саульского «Прощальная» в исполнении К. Лазаренко (её первая серьёзная работа в этом жанре). Биг-бэнд был расформирован на пике борьбы со стилягами.
В 1961—1962 — дирижёр оркестра Московского мюзик-холла.
В 1966—1970 годах руководил московским вокально-инструментальным джаз-оркестром «ВИО-66» (при «Союзконцерте»). В «ВИО-66» играли в разные годы Алексей Козлов (саксофон), Игорь Бриль (рояль), Анатолий Герасимов (саксофон), В. Журавский и А. Симоновский (ударные), в вокальной группе пела Валентина Толкунова, среди солистов-вокалистов был Вадим Мулерман. Оркестр выступал на многих отечественных джаз-фестивалях. выпустил пластинку на «Мелодии». Аранжировки для «ВИО-66» писали Саульский, а также Алексей Мажуков, Юрий Чугунов, И. Петренко. Э. Тяжов. После ухода из оркестра (1970) Саульский оставляет дирижирование (выступает как дирижёр лишь в своих авторских концертах), сосредоточившись на композиторской деятельности: инструментальной музыке, эстраде и джазе, а также песне.
Самые известные песни: «Всё скорей», «Бесконечное объяснение», «Весенняя капель», «Счастливая колыбельная» (все на ст. В. Орлова, 1961—1962), «Енисейские жарки» (ст. В. Герасимова и Г. Фере, 1963), «Чёрный кот» (ст. М. Танича), «Лесенка» (ст. М. Розовского, 1964), песенный цикл из музыки к спектаклю Театра им. Моссовета «Глазами клоуна» по Г. Бёллю: «Вальс клоуна», «Любовь клоуна», «Молитва клоуна», «Зеркала» (на ст. Г. Поженяна, 1968), «Тополиный пух», «Снежинка» (ст. П. Леонидова, 1971—1972), песенный цикл из музыки к фильму «Солнце, снова солнце» (на ст. Е. Евтушенко, 1975): «Ничей», «Песня о совести», «Песня о дельфинах», «Признание»; песни на стихи Л. Завальнюка — «Река моя» (1971), «Баллада о времени» (1974), «Не покидает нас весна» (1975), «Песня о доме» (1977), «Ожидание» (1979), «Осенняя мелодия» (1979), «Не забывай» (1980), «Счастья тебе, земля!» (1981), «Обида» (1982), «Два белых снега» (1981); песни на ст. И. Шаферана — «Тихие города» (1977), «Дети спят», «Обычная история» (1978), «Две мечты» (1981). Большую популярность получила также песня Саульского на стихи Н. Олева «Татьянин день». Песни Саульского исполняли многие ведущие мастера эстрады: К. Лазаренко, М. Кристалинская, Л. Клемент, Г. Чохели, Е. Камбурова, О. Анофриев, Л. Мондрус, А. Градский, Л. Лещенко, И. Кобзон, Ю. Богатиков, Л. Сенчина, ансамбли «Ариэль» и «Машина времени», В. Леонтьев, О. Воронец, И. Понаровская, Г. Халилов , Л. Долина, Л. Кандалова, С. Ротару, Татьяна Рузавина и Сергей Таюшев и многие другие.
Среди его инструментальных композиций «Соло для ударных» (1954), фантазии на темы песен И. Дунаевского и Ч. Чаплина (1955), Каприччио для 4-х саксофонов (1960), «Туман над Таллином» (1961), танцевальную сюиту «Лето» (1963), «Знакомство с оркестром» (1966), «Элегия» (1967), «Оживлённая беседа» (1968), сюита из музыки к спектаклю «Вся королевская рать» (1971), «Дорога в Гагры» (1972), сюита «Этот старый добрый джаз» (1980). Саульский — автор театральной (свыше 20 спектаклей) и киномузыки (более 50 фильмов). Заставка к телевизионной игре КВН «В урочный день, в урочный час» — тоже произведение Саульского. Саульский является также автором балетов «Сеньора из Валенсии» (1987), «Театр» (1990) и мюзикла «Крошка Ц.» (по Гофману) (1992).
В начале 1970-х годов участвовал в составе жюри популярного телевизионного конкурса «Алло, мы ищем таланты!».
В 1980 году Юрий Сергеевич был членом жюри одного из первых рок-фестивалей Весенние ритмы, Тбилиси-80. В качестве президента МДА (Международного джазового ангажемента) в 1990-е годы организовал международные фестивали джаза в Москве (раз в два года), с 1998-го — ежегодные, на открытом воздухе в саду «Эрмитаж», а также в Сочи, Оренбурге, Минске. Вместе с Министерством обороны провёл Всероссийского фестиваль армейских биг-бендов (1995). Был председателем и членом жюри многих эстрадных конкурсов и фестивалей; вице-президентом МСДЭИ.
С 1995 по 2003 год возглавлял жюри Есенинского конкурса молодых композиторов России «Рябиновые грёзы», в 2002 году конкурс отмечен Грантом Президента Российской Федерации, как проект общенационального значения в области культуры и искусства.
Умер 28 августа 2003 года. Смерть композитора наступила из-за неудачной операции по удалению опухоли на шее. В результате был задет жизненно важный нерв, и Саульскому пришлось проходить курс восстановления. Незадолго до смерти он принял сильнодействующие препараты, от которых сердце композитора остановилось.
Похоронен в Москве на Ваганьковском кладбище (12 участок).

## Семья
Отец — Сергей Васильевич Саульский (1889—1961), юрист.
Мать — Екатерина Юрьевна Саульская (1904—?), пела в Русском хоре под руководством Свешникова.
Первая жена — Юлия, скрипачка, редактор на радио, познакомились во время учебы композитора в консерватории. В августе 1980 года эмигрировала с матерью и сыном в США.
- Сын — Игорь Юрьевич Саульский (род. 1952), бывший клавишник «Скоморохов» и «Машины Времени», живёт со своей семьёй в США.

Гражданская жена (около года) — Ирина Рябенькая, инженер. Эмигрировала в США.
- Сын — Андрей Юрьевич Розонов (род. 1960), оператор и фотохудожник. Взял фамилию отчима. Жил в США, позднее вернулся в Россию.

Вторая жена (с 1966 по 1971 год) — Валентина Васильевна Толкунова (1946—2010), советская и российская певица, брак продлился 4 года.
Третья жена (с 1971 по 1975 год) — Валентина Васильевна Асланова (род. 1945), актриса Театра Российской армии, брак продлился около 4-х лет.
Четвёртая жена (с 1975 по 1979 год) — Ольга Ивановна Селезнева (род. 1944), актриса Московского драматического Театра им. М.Н. Ермоловой. Брак продлился 4 года.
- Близнецы-двойняшки (род. 1975): Роман Юрьевич Саульский — закончил режиссёрский факультет ВГИК, сценарист, режиссёр документального кино, Анна Юрьевна Саульская — работает редактором и продюсером на телевидении[6]

Пятая жена (вдова) (с 1979 по 2003 год) — Татьяна Николаевна Саульская (Карева), журналист, музыковед. Брак продлился 24 года до кончины композитора.
- Пасынок — Вадим (1970—2007). Погиб.

## Награды
- Заслуженный деятель искусств РСФСР (1978) — за заслуги в области музыкального искусства
- Народный артист РСФСР (1990)
- Орден Дружбы народов (1986)
- Орден «За заслуги перед Отечеством» IV степени (23 октября 1998) — за большой вклад в развитие отечественного музыкального искусства[9]
- Премия Президента Российской Федерации в области литературы и искусства (12 января 1999)[10]

## Музыка к фильмам

### Художественные фильмы
- 1958 — Девушка с гитарой
- 1966 — Западня
- 1971 — Дом в пять стен
- 1972 — Необыкновенный концерт
- 1976 — Опровержение
- 1976 — Солнце, снова солнце
- 1979 — Стакан воды
- 1979 — Безответная любовь
- 1980 — Алёша
- 1981 — В последнюю очередь
- 1982 — Детский мир
- 1982 — Путешествие будет приятным
- 1983 — Хозяйка детского дома
- 1984 — Второй раз в Крыму
- 1986 — Очная ставка
- 1987 — Остров погибших кораблей
- 1987 — Без солнца
- 1987 — Следопыт
- 1988 — Радости земные
- 1990 — Гол в Спасские ворота
- 1990 — Женский день
- 1991 — Кремлёвские тайны шестнадцатого века
- 1991 — Не спрашивай меня ни о чём
- 1992 — Дом на Рождественском бульваре
- 1993 — Месть шута
- 1993 — Если бы знать...
- 1993 — Шейлок
- 1994 — Призрак дома моего
- 1995 — Мещерские
- 1999 — Мама

### Театральные постановки
- 1968 — «Необыкновенный концерт» (Театр кукол имени С. В. Образцова) вторая редакция, в соавторстве с Григорием Теплицким, Игорем Якушенко, Ильёй Шаховым, Ильёй Ягодиным и Львом Солиным
- 1970 — «Тень» Евгения Шварца (Московский театр юного зрителя)
- 1973 — «Старший сын» Александра Вампилова (Театр имени М. Н. Ермоловой)
- 1974 — «Прошлым летом в Чулимске» Александра Вампилова (Театр имени М. Н. Ермоловой)
- 1978 — «Царствие земное» Теннесси Уильямса (Театр имени Моссовета)
- 1981 — «Старомодная комедия» (Харьковский драматический театр)
- 1983 — «Снежная королева» Евгения Шварца (Театр имени М. Н. Ермоловой)
- 1984 — «Крамнегелл» Питера Устинова (Московский театр сатиры)
- 1985 — «Операция „С Новым годом!“» Ю. Германа (Театр имени Моссовета)
- 1985 — «Уважаемый товарищ» Михаила Зощенко (Театр имени Н. В. Гоголя)
- 2001 — «Орнифль» Жана Ануя (Московский театр сатиры)

### Мультипликационные фильмы
- 1972 — Плюс электрификация
- 1973 — Новые большие неприятности
- 1974 — Молодильные яблоки
- 1974 — С бору по сосенке
- 1974 — Шёл трамвай десятый номер
- 1979 — Большая эстафета
- 1979 — Кто получит приз
- 1985 — Два билета в Индию

### Телевизионные передачи
- КВН — «В урочный день, в урочный час»[6].

## Телевидение
- Цикл передач «Джазовая панорама» — ведущий

## Память

Могила Ю. С. Саульского на Ваганьковском кладбище в Москве

- В 2003 году передвижной международный фестиваль «Джазовая провинция» был посвящён памяти Юрия Саульского.
- В 2007 году московской музыкальной школе № 14 присвоено имя Юрия Саульского[11]